# Автодром (аттракцион)

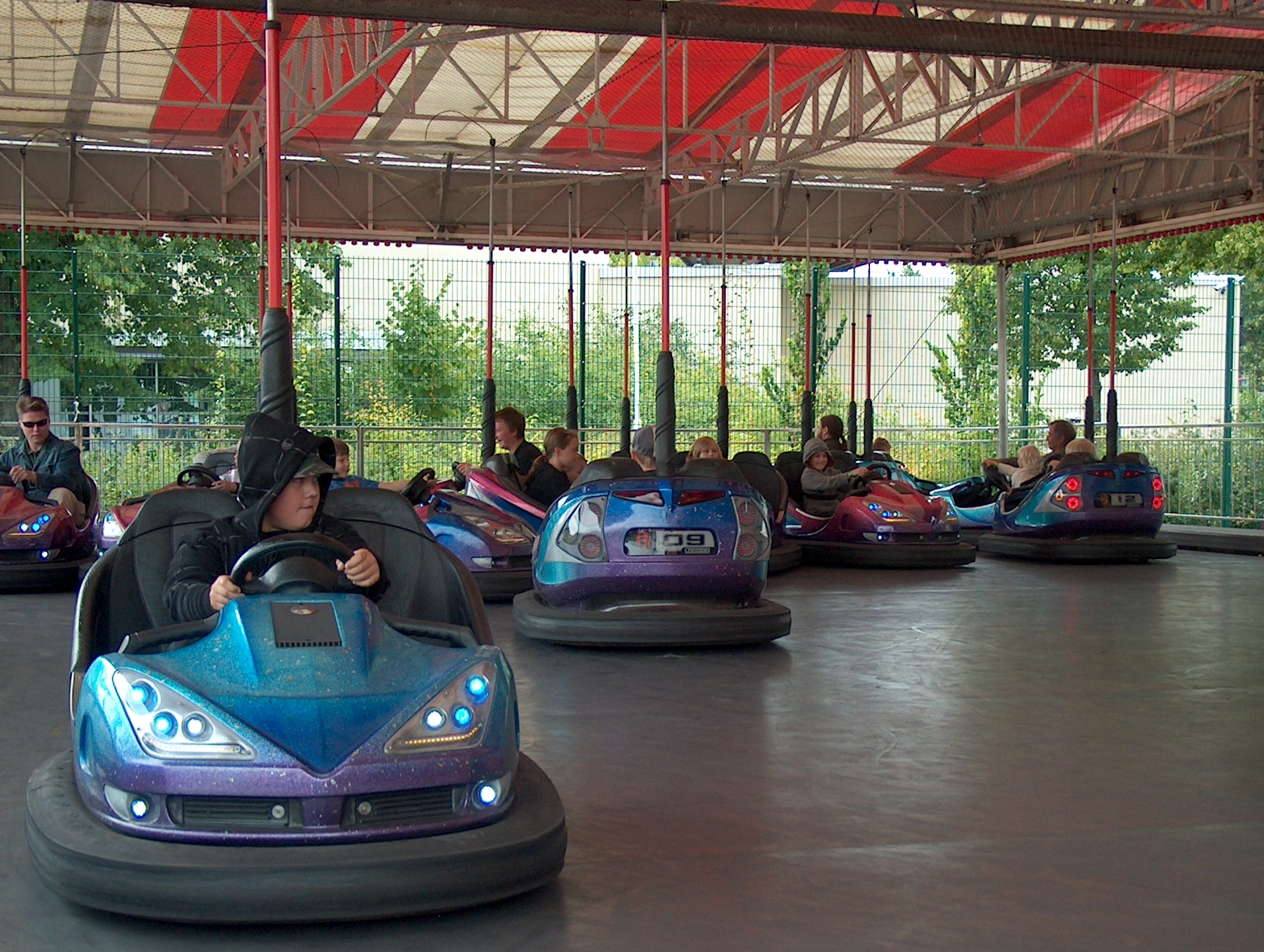
Бамперные машины в Кераве, Финляндия. Машинки питаются от установленных на шестах токосъёмников, которые получают ток от проводящего потолка.

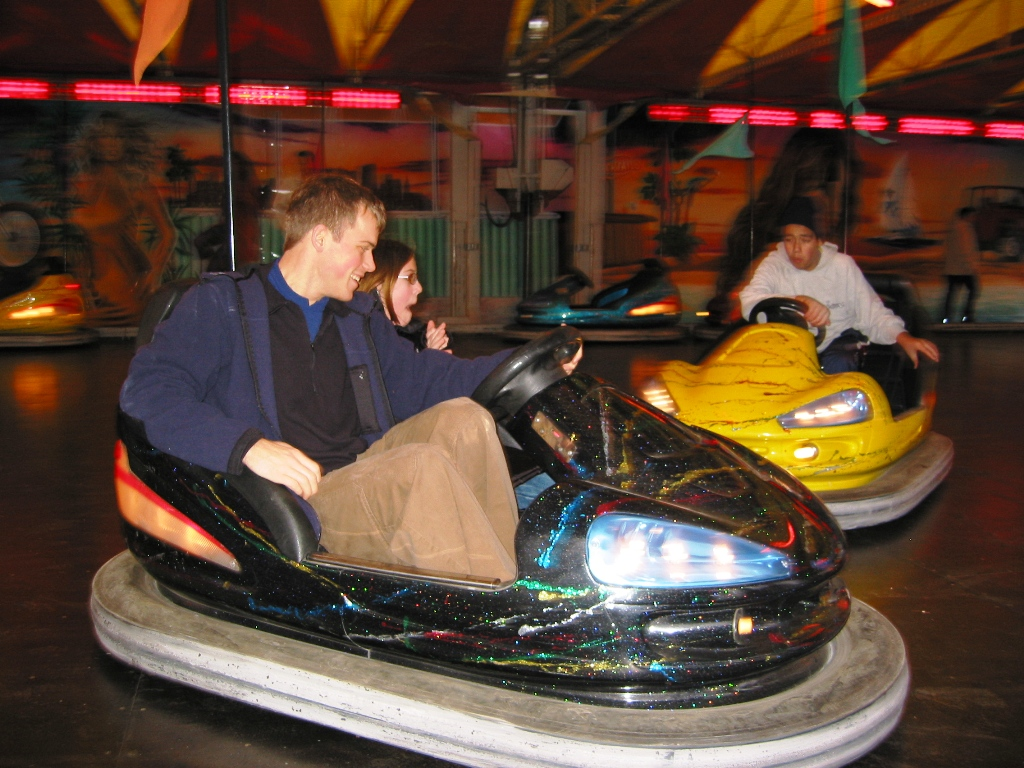

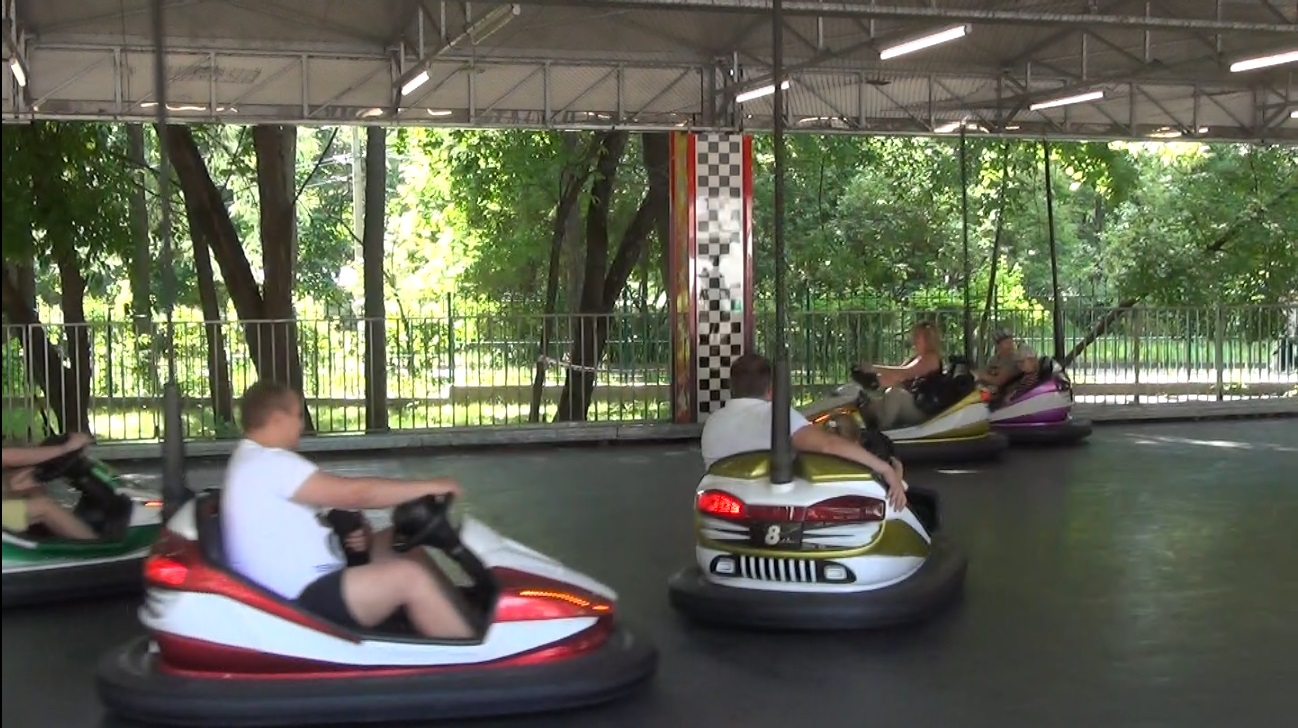
Автодром в парке Сокольники, Москва, 2015 год

Автодром (Бамперные машинки, от англ. Bumper car) — аттракцион, на котором посетители могут ездить по специальной площадке на двухместных электрических автомобилях, сталкиваясь с другими автомобилями.
Автомобили питаются от пола и/или потолка, включаются и выключаются дистанционно оператором. Изначально бамперные автомобили не предназначались для ударов, отсюда и первоначальное название «Доджем» (англ. Dodgem).

## История
Первый аттракцион подобного типа был изобретён в 1919 году Максом и Гарольдом Стоерер (Max & Harold Stoehrer) из города Метьюэн, штат Массачусетс, США. Они создали компанию «Dodgem» по производству бамперных машинок, быстро ставших популярными.
В период расцвета аттракциона, с конца 1920-х по 1950-е годы, двумя основными американскими брендами бамперных автомобилей были Dodgem, а также Auto-Skooter Lusse Brothers от Джозефа и Роберта «Рэй» Лусс. Изначально бамперные автомобили были созданы из жести. Lusse Brothers построили первый кузов из стекловолокна в 1959 году, отчасти из-за того, что кузова Chevrolet Corvette сохранились за предыдущие шесть лет. После получения разрешения от Chevrolet и последующей покупки настоящих шевронов Corvette у местных дилеров в Филадельфии, они были прикреплены к носу их машинок в 1959 году. В середине 1960-х годов Диснейленд представил бамперные автомобили на основе воздушной подушки под названием Flying Saucers, который работал по тому же принципу, что и игра в аэрохоккей; однако аттракцион был с механической неисправностью и закрылся через несколько лет.
По другой информации, бамперные машинки изобрёл Виктор Леванд (Victor Levand), работник компании General Electric.
Аттракционы «Автодром» были распространены в СССР, один из них, располагавшийся в Минске, можно видеть в действии в советском фильме «По секрету всему свету» 1976 года.
Слово, обозначающее машинку аттракциона «Автодром», 碰碰车, официально вошло в китайский язык.
В настоящее время самый большой действующий пол с бамперными машинками в Соединенных Штатах находится в Six Flags Great America в Герни, штат Иллинойс, и называется Rue Le Dodge (переименован в Rue Le Morgue во время Fright Fest осенью). Площадь аттракциона составляет 51 фут 9 дюймов (15,77 метров) на 124 фута 9 дюймов (38,02 метров), или, в общей сложности, 6 455 квадратных футов (599,7 м²). Копия этого аттракциона была построена в California's Great America в Санта-Кларе, однако в 2005 году посередине этажа был добавлен бетонный островок для обеспечения одностороннего движения и уменьшения площади пола. Автобан Six Flags Great Adventure является самым большим полом для бамперных автомобилей, но он не эксплуатируется с 2008 года.

## Устройство
Наиболее распространённая конструкция автодрома представляет собой огороженную площадку с металлическим полом. Над площадкой натягивается металлическая сетка. Между металлическим полом и сеткой прикладывается постоянное напряжение.
Машинки — обычно трёхколёсные, электродвигатель располагается в переднем колесе, которое может поворачиваться на угол 360°, что освобождает от необходимости реверса двигателя: автомобильчики оснащаются лишь педалью хода.
Самый распространённый способ (англ. Over Head System, OHS): электропитание подаётся посредством двух токосъёмников: один расположен под днищем и касается пола, другой устанавливается на длинной штанге и прижимается к потолку, каждый с отдельной полярностью питания (таким образом замыкается электрическая цепь).
Существуют также машинки, работающие по более новой системе Floor Pick-Up (FPU), у которых контакты располагаются только на полу (несколько изолированных друг от друга металлических полос с чередованием полярностей; напряжение питания в этом случае — не более 48В). В полосках течёт ток для питания машинки, и автомобили достаточно большие, так что кузов транспортного средства всегда может покрывать по крайней мере две полосы одновременно. Множество щёток под каждым автомобилем случайным образом контактирует с любой полосой, расположенной ниже, и полярность напряжения на каждом контакте выбирается, чтобы всегда обеспечивать правильную и полную цепь для управления автомобилем.

Также существуют бамперные машинки с автономным питанием от аккумулятора, чтобы оборудовать автодром на любой площадке, например, круизные лайнеры класса Quantum. Это позволяет избежать использования проводящего пола и потолка при традиционной установке бамперных машин. При этом можно трансформировать площадку SeaPlex из автодрома в многоцелевой тренажёрный зал (баскетбольную площадку). Недостатком является то, что на перезарядку машин уходит несколько часов. 
Для смягчения ударов при столкновении машинок друг с другом и с оградой площадки машинки оснащаются резиновым бампером, опоясывающим корпус. Скорость передвижения бамперной машинки составляет 6—10 км/ч.

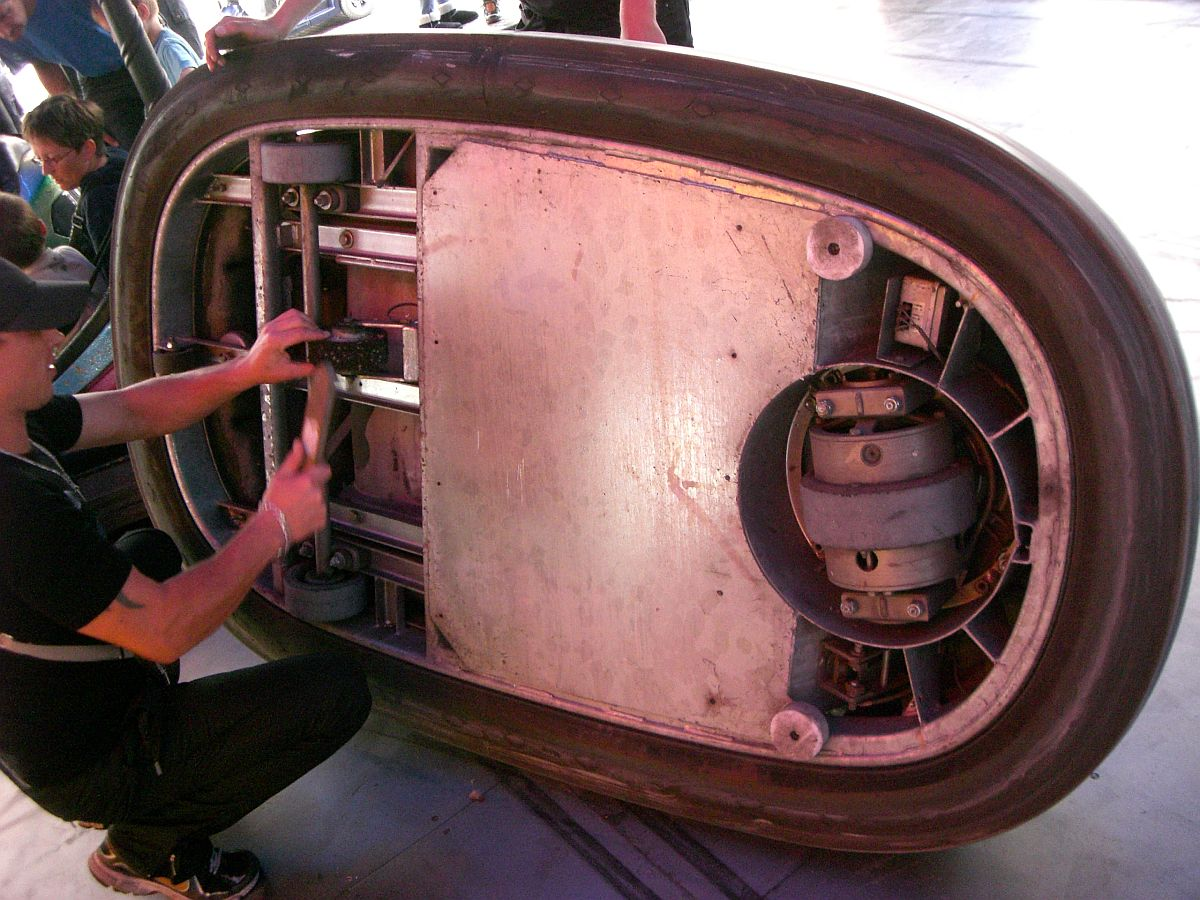
Днище бамперной машинки
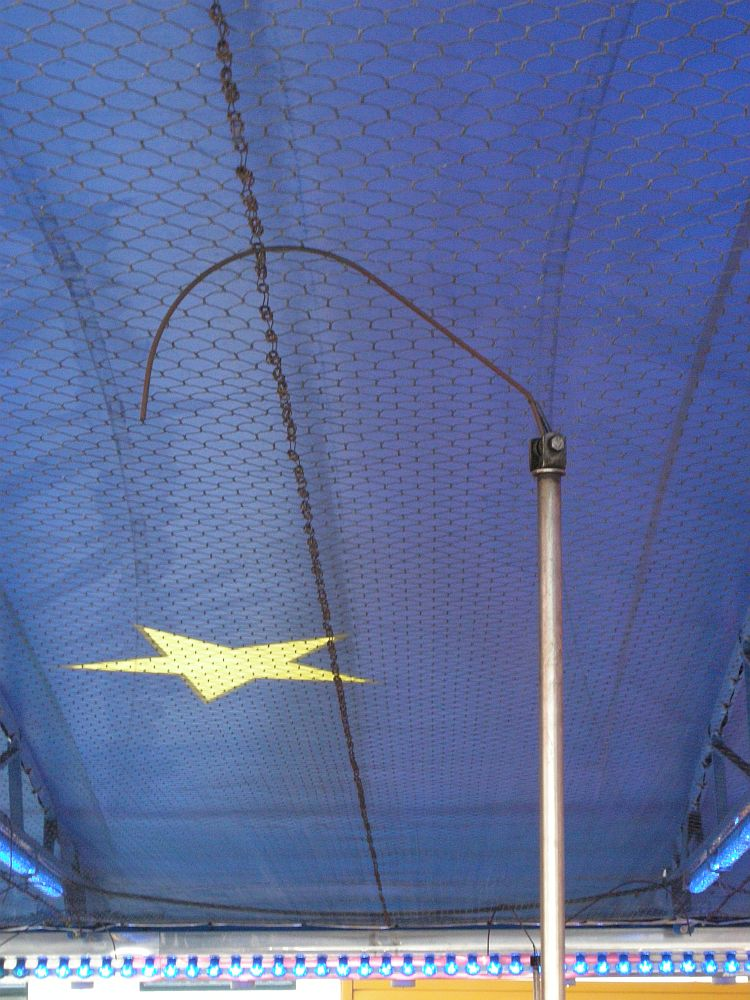
Токоприемник машинки касается сетки на потолке
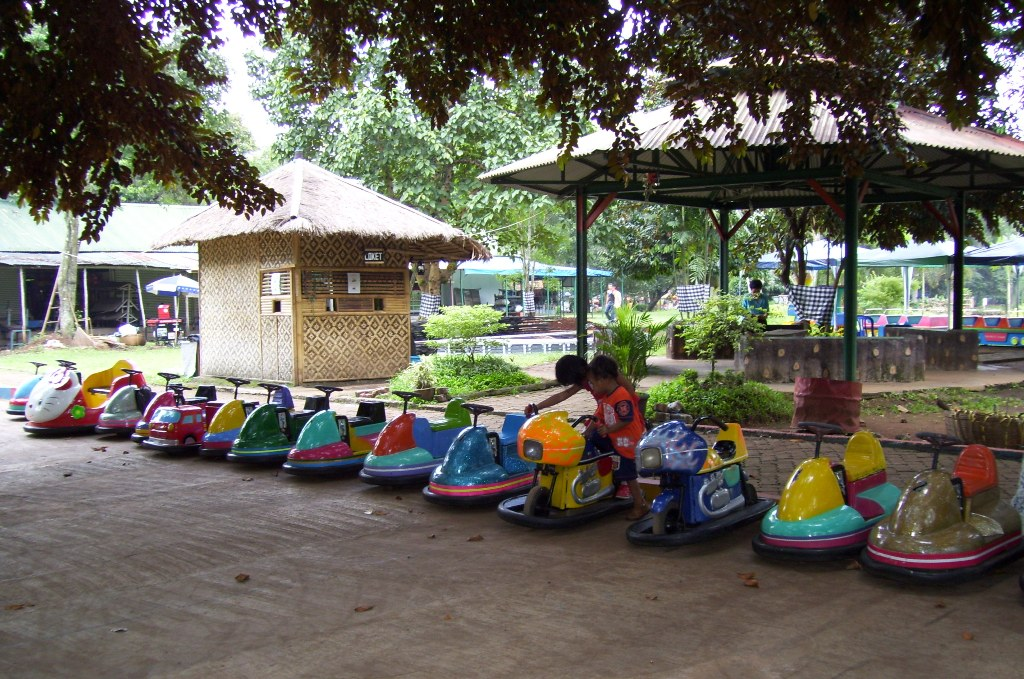
Аккумуляторные машинки

Металлический пол обычно создаётся в виде прямоугольной или овальной дорожки, которую посыпают графитом для уменьшить трение. Резиновый бампер окружает каждую машину, и водители либо таранят, либо уклоняются друг от друга во время движения. Управляются обычно педалью и рулём. Автомобили можно заставить двигаться задом наперед, повернув рулевое колесо достаточно далеко в любом направлении, что необходимо при частых скоплениях машин, которые происходят.
Хотя идея аттракциона заключается в столкновениях с другими автомобилями, заботящиеся о безопасности (или, по крайней мере, судебными исками) владельцы иногда вывешивают таблички с надписью «Сюда» и «Не сталкиваться». В зависимости от уровня контроля со стороны операторов эти правила часто игнорируются водителями бамперных автомобилей, особенно детьми младшего возраста и подростками.

## Галерея

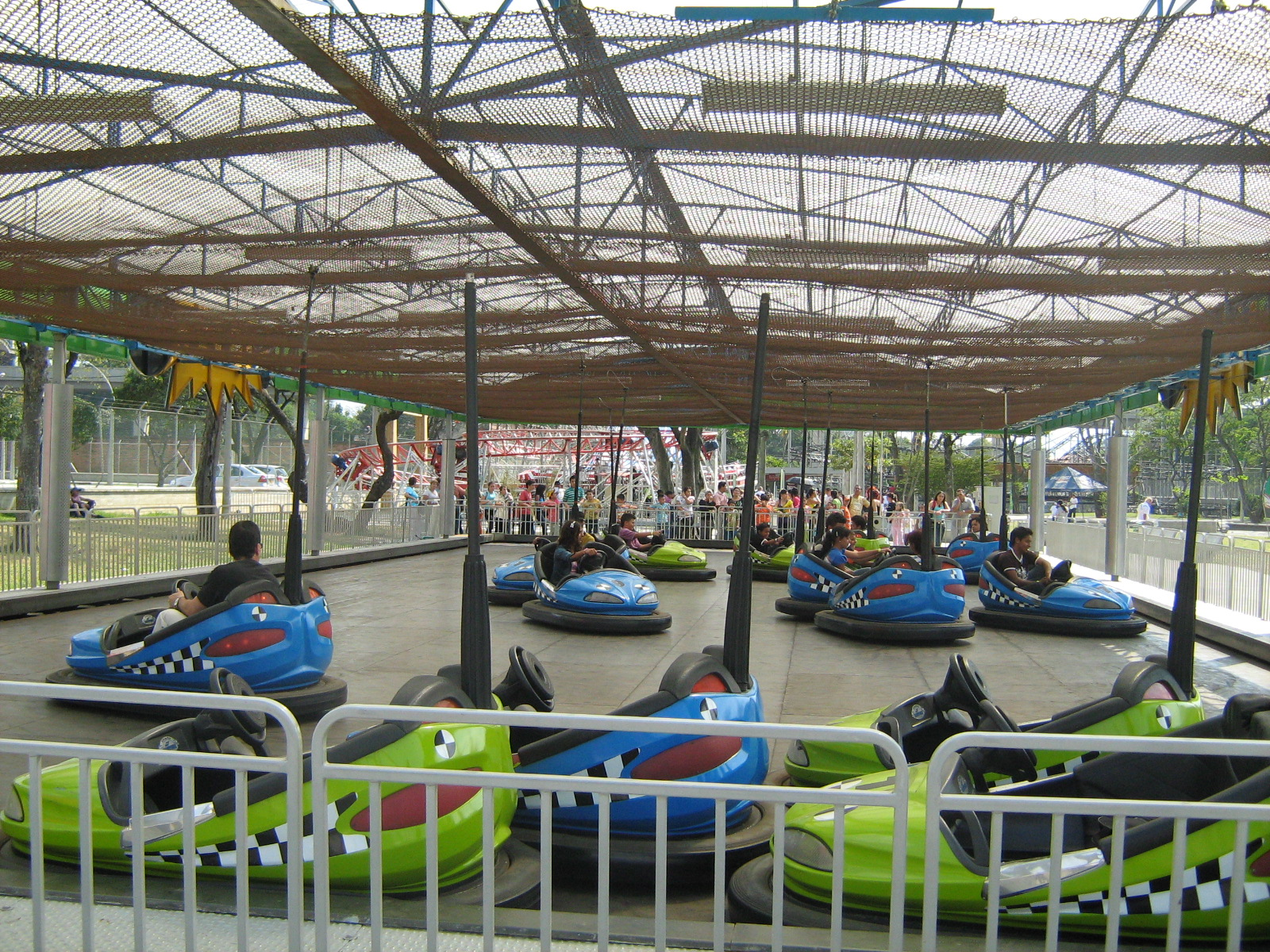
Площадка автодрома
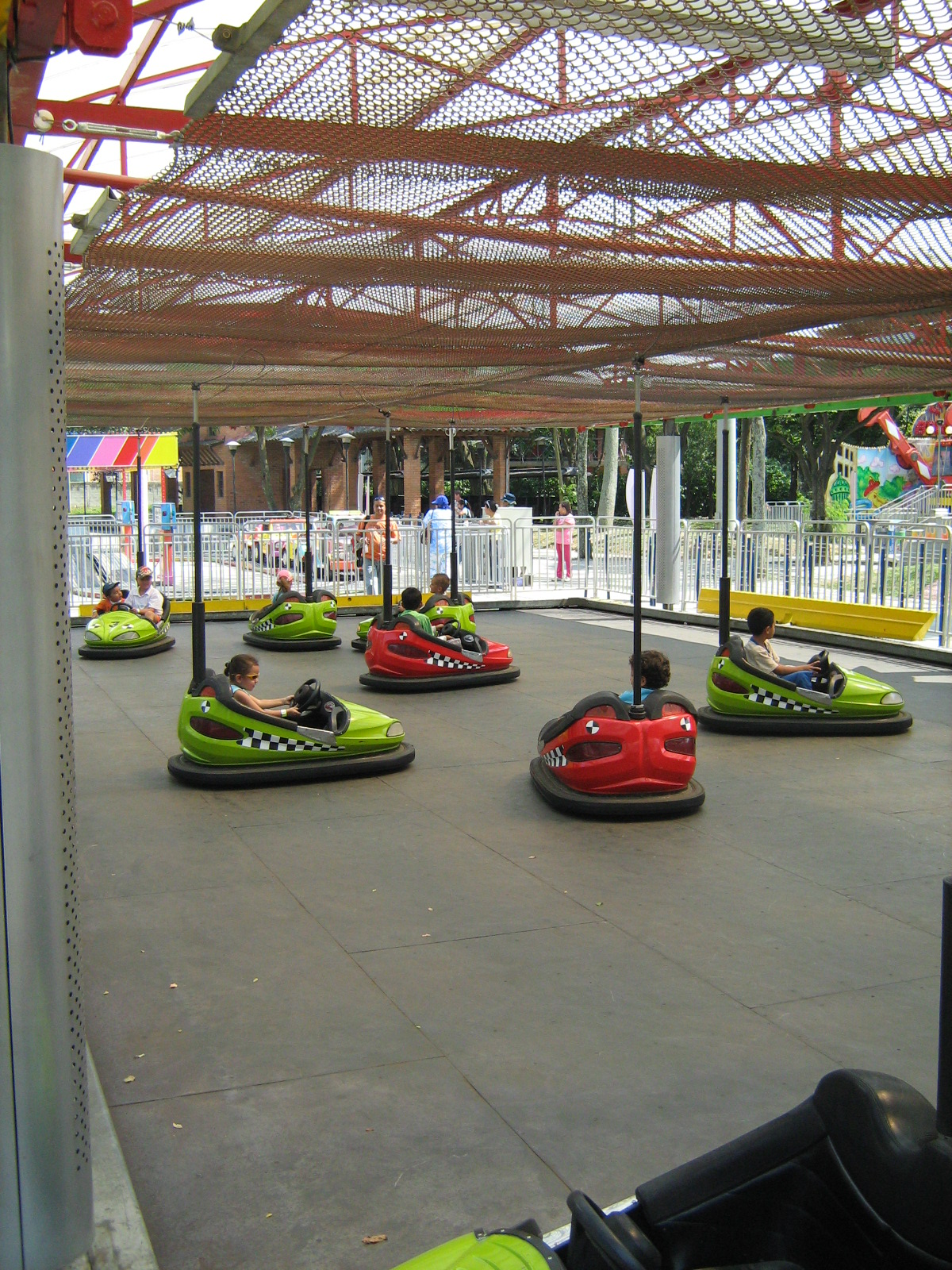
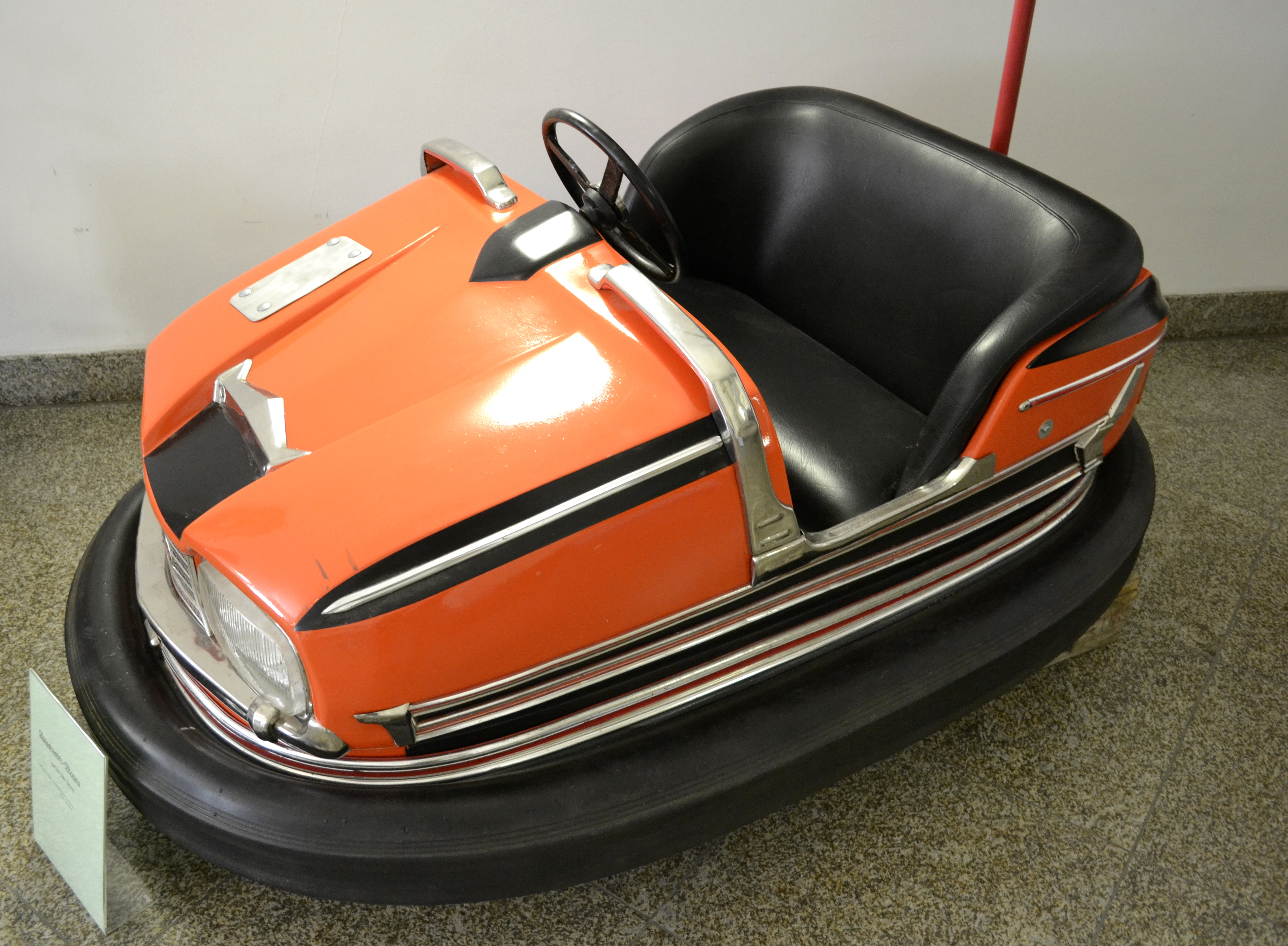
Бамперная машинка 1950-х годов
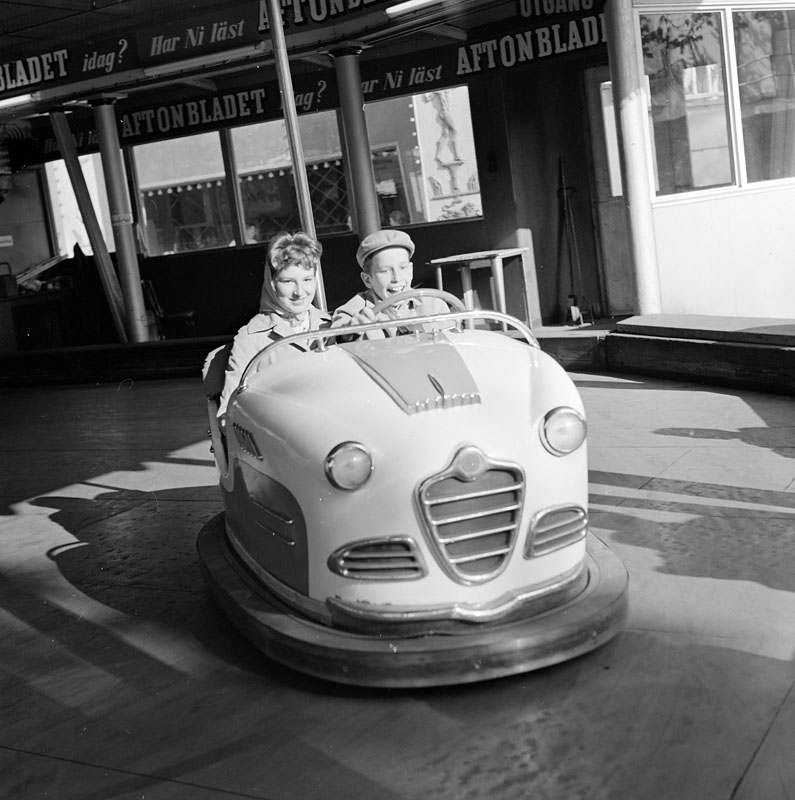
"Автодром" в Швеции, 1960 год
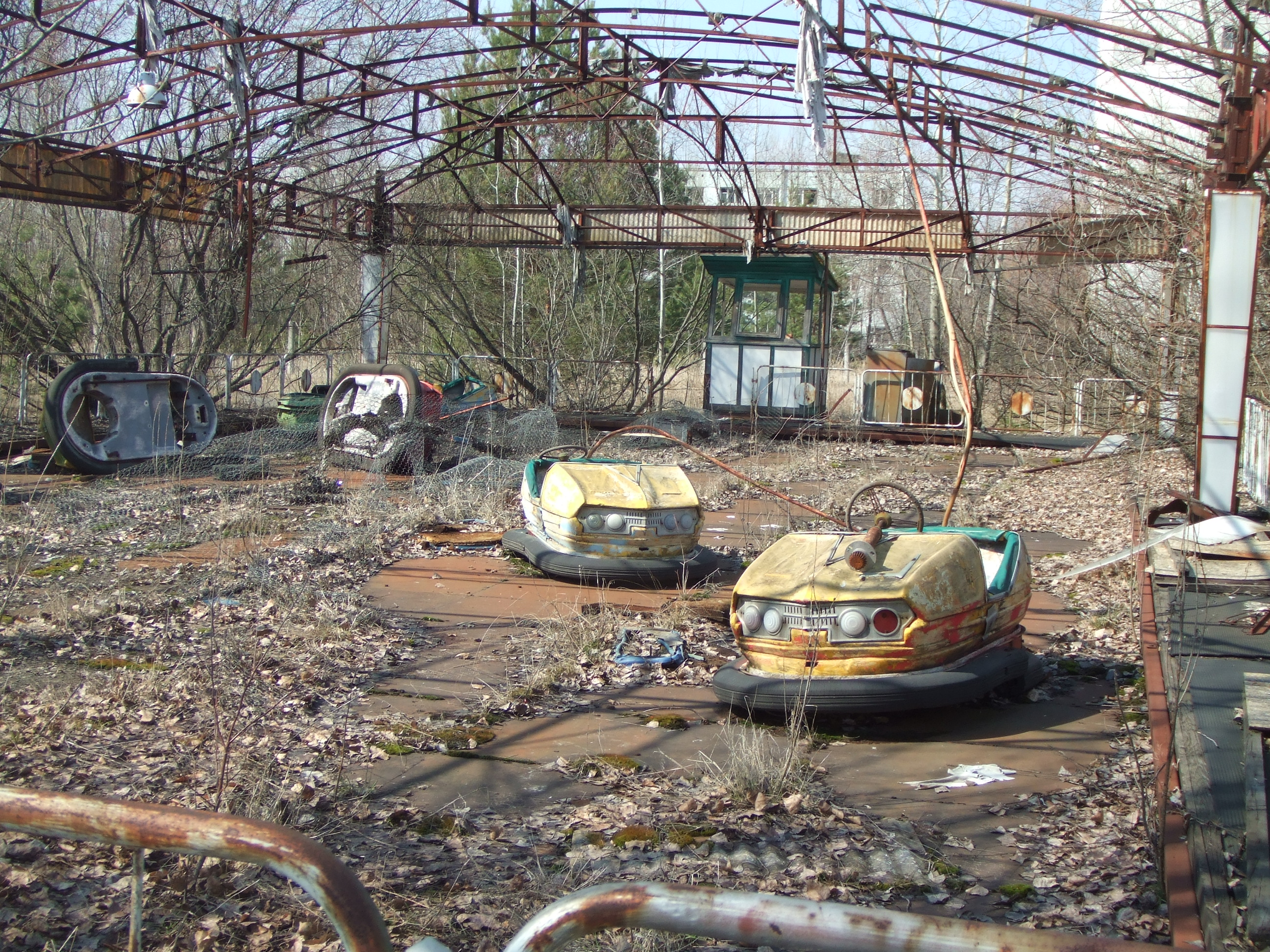
Автодром в Припяти